# Sebrae Alagoas
O Serviço Brasileiro de Apoio às Micro e Pequenas Empresas em Alagoas (Sebrae Alagoas), é uma entidade que apoia e fomenta a criação, a expansão e a modernização das micro e pequenas empresas do Estado, capacitando-as para cumprir com eficácia o seu papel no processo de desenvolvimento econômico e social.
Constituído como Serviço Social Autônomo, o Sebrae Alagoas é uma sociedade simples, sem fins lucrativos, criado pela Lei n.º 8.029, de 13 de abril de 1990. Embora exercendo também um papel de apoio ao poder público, no que diz respeito aos seus objetivos, não é vinculado à administração pública, mantendo sua natureza de entidade privada. Sua receita principal advém da contribuição das empresas, em média 0,6% sobre a folha de pagamento, recolhida pelo INSS.

## Atuação
O Sebrae Alagoas trabalha para desenvolver os micro e pequenos negócios distribuídos em três grandes setores: agronegócio, indústria, comércio e serviços. Estas áreas são o centro da estratégia, pois geram empregos, criam riquezas e contribuem de forma relevante com o bem estar econômico da sociedade.
Por meio de parcerias com os setores público e privado, o Sebrae Alagoas contribui para criação de um ambiente institucional mais favorável às MPE. Neste contexto, trabalha-se pela redução da carga tributária, acesso ao mercado governamental, simplificação do processo de abertura, baixa de empresas e acesso ao crédito com custos diferenciados.
Com a aprovação da Lei Geral da Micro e Pequena Empresa (Lei Complementar 123/06), um novo cenário passou a existir. Foram estabelecidas políticas públicas para o desenvolvimento dos pequenos negócios e para isso o Sebrae Alagoas trabalha em quatro eixos estruturantes: ampliação das pequenas empresas nas compras governamentais; desoneração tributária com benefícios fiscais que viabilizem a competitividade das empresas; estímulo à formalização e à desburocratização com a implantação de Salas do Empreendedor; e a formação de Agentes de Desenvolvimento Local, que são interlocutores para aplicação efetiva dos benefícios previstos nas 102 legislações municipais, garantindo assim a sustentabilidade e competitividade dos empreendimentos locais.
Ainda visando criar um ambiente empresarial positivo, o Sebrae Alagoas desenvolve programas de encadeamento produtivo como osTerritórios da Cidadania (TC) e os Arranjos Produtivos Locais (APL). Ambos estabelecem relações entre empresas de uma mesma cadeia de valor, facilitando a competitividade das MPE envolvidas e da cadeia como um todo. O site oficial da instituição em Alagoas disponibiliza um Mapa de Atuação com todos os projetos aplicados nas regiões do Estado.

## Diretoria e conselho
Superintendente do Sebrae Alagoas
Marcos Antônio da Rocha Vieira é natural de Recife (PE), nascido em 25 de março de 1946. Arquiteto, formado pela Faculdade de Arquitetura da Universidade Federal de Pernambuco, exerceu os seguintes cargos: secretário de Educação do Estado de Alagoas; presidente do Conselho Diretor do Consórcio Mantenedor do Plano Estratégico Cidade de Maceió; membro do Conselho Consultivo da Superintendência Municipal de transporte e Tráfego (SMTT); diretor presidente e membro do Conselho de Administração da Companhia de Obras e Urbanização de Maceió (Comurb); membro do Conselho de Administração da Companhia Energética de Alagoas (CEAL); secretário municipal de Desenvolvimento Urbano; diretor presidente e membro do Conselho de Administração do Serviço de Engenharia do Estado de Alagoas (Serveal); fundador do Curso de Arquitetura da Universidade Federal de Alagoas (UFAL). É autor de diversos projetos arquitetônicos. Atuou, de outubro de 2000 até dezembro de 2004, como vereador de Maceió. Atualmente é professor assistente N-4 do Curso de Arquitetura do Centro de Tecnologia da UFAL, sócio gerente e responsável técnico da firma Marcos Antônio da Rocha Vieira Arquitetura e Planejamento S/C Ltda.
Diretor de Administração e Finanças do Sebrae Alagoas
José Roberval Cabral é casado, natural de Maceió (AL). Graduado em Direito pela FADIMA/CESMAC e Pós-Graduado em Direito Tributário pela Faculdade de Alagoas (FAL). Exerceu os seguintes cargos: Diretor da Central de Cobrança da Câmara de Dirigentes Lojista de Maceió (CDL); Membro da Sociedade Aliança Comercial dos Retalhistas de Maceió; Membro do Conselho Consumidor da Companhia Energética de Alagoas (CEAL); Presidente da Câmara de Dirigentes Lojistas de Maceió (CDL); Diretor e representante da Confederação Nacional de Dirigentes Lojistas CNDL/DF; Conselheiro do Sebrae Alagoas até novembro de 2004; Presidente da Federação das Câmaras de Dirigentes Lojistas do Estado de Alagoas (FCDL), gestão 2002/2005. Atualmente é advogado autônomo nas áreas cível, empresarial e trabalhista, membro do Fórum Permanente do Comércio de Maceió (FOCO) e empresário do setor varejista.
Diretor Técnico do Sebrae Alagoas
Ronaldo de Moraes e Silva é casado, natural do Rio de Janeiro (RJ), nascido em 21 de janeiro de 1958. Engenheiro de produção, formado pela UFRJ, com especialização em Consultoria Empresarial. Atuou como examinador no Prêmio da Qualidade do Governo Federal; relator na Conferência Regional Nordeste de Ciência, Tecnologia e Inovação; e membro do Comitê Gestor do Programa de Apoio à Pesquisa em Empresas de Pequeno Porte no Estado de Alagoas (PAPPE Integração). No Sistema Sebrae desde 1979, ocupou as seguintes funções: estagiário na antiga CEAG, no Rio de Janeiro; técnico e coordenador de projeto na CEAG, em Alagoas; coordenador de projeto na CEAG e Sebrae em Pernambuco; e gerente das unidades de Tecnologia e Qualidade, Educação e Planejamento e Desenvolvimento Local, no Sebrae Alagoas.
Conselho Deliberativo Estadual (CDE) e Conselho Fiscal Estadual (CF)
O órgão máximo do Sebrae Alagoas é o Conselho Deliberativo Estadual (CDE), responsável por traçar as políticas e estratégias gerais de atuação, instituindo normas e orientando o trabalho de todo o conjunto.
O presidente do CDE é eleito pelo próprio conselho, sendo escolhido entre um dos seus integrantes para mandato de quatro anos, renovável. É também o Conselho Deliberativo Estadual que elege a Diretoria Executiva (Direx), por indicação de um dos seus integrantes, igualmente para mandato de quatro anos, também renovável.
Por outro lado, o Conselho Fiscal Estadual (CF) é responsável por fiscalizar as contas e relações financeiras da Instituição, preservando a transparência e o cumprimento da missão do Sebrae Alagoas, mantendo-se regular com os órgãos de fiscalização estadual e federal. Os conselheiros dão eleitos pelo CDE e possuem mandato de quatro anos, renovável permanentemente.
Tanto o CDE quanto o CF possuem membros que representam o Governo Federal, entidades empresariais de classe e instituições afins. O site oficial do Sebrae Alagoas disponibiliza uma lista com todos os nomes das entidades que integram o CDE.

## Registro e legalização de empresas e negócios (Redesim)
Alagoas é o primeiro Estado do Brasil a implantar a Rede Nacional para Simplificação do Registro e Legalização de Empresas e Negócios (Redesim) em todos os seus 102 municípios. Em Alagoas é possível abrir e fechar empresas, além de fazer alterações cadastrais, pelo Portal Facilita Alagoas.
O Portal Facilita é um sistema que integra todos os órgãos responsáveis pela legalização de uma empresa, como o Corpo de Bombeiros, as Secretarias Municipais de Finanças, as Secretarias Municipais de Convívio Urbano, as Vigilâncias Sanitárias, a Junta Comercial de Alagoas (Juceal), a Secretaria de Estado da Fazenda (Sefaz) e a Receita Federal. É uma iniciativa do Governo do Estado, através da Secretaria de Estado do Planejamento e do Desenvolvimento Econômico (Seplande) em parceria com a Junta Comercial do Estado de Alagoas (Juceal) e do Sebrae que apoiou tecnicamente a implantação, utilizando a Lei Geral Municipal como principal marco regulatório. O tempo para abertura de uma empresa, após a total implementação, é de no máximo cinco dias úteis.

## Diretrizes estratégicas
- Atender de forma segmentada os Microempreendedores Individuais (MEI), Microempresas (ME), Empresas de Pequeno Porte (EPP), produtores rurais, potenciais empresários e empreendedores, com ênfase nos Territórios da Cidadania, Maceió e entorno;
- Fortalecer a atuação territorial de forma integrada por meio das Cadeias Produtivas e Arranjos Produtivos Locais, visando à inclusão produtiva com sustentabilidade e competitividade, nos Territórios da Cidadania, Maceió e entorno;[6]
- Ampliar o atendimento ao cliente, fortalecendo a rede de salas do empreendedor e a estrutura interna de atendimento da sede (Maceió), escritórios de Arapiraca, Penedo e implantação dos escritórios de Delmiro Gouveia e Maragogi;[7]
- Fortalecer a rede de atendimento móvel aos bairros de Maceió e Arapiraca e municípios de menor porte, com vistas a universalizar o acesso aos serviços do Sebrae;
- Firmar parcerias com as entidades de apoio, visando ampliar a capacidade de atuação, junto aos clientes do Sebrae;
- Inclusão do tema "Empreendedorismo" nos ensinos fundamental, médio e técnico, implementando parceria com as redes de ensino público e privado e entes do Sistema S;[8]
- Apoiar a implementação da Lei Geral nos municípios de Alagoas;[9]
- Desenvolver o capital humano interno e externo para enfrentar os novos desafios da estratégia, capacitando e valorizando pessoas, preparando novos produtos e alinhando as estruturas física e organizacional do Sebrae Alagoas.

## Sobrevivência das MPE
Os pequenos negócios são responsáveis por 99% das atividades empresariais nas cidades, especialmente aquelas com menos de 20 mil habitantes. As micro e pequenas empresas já representam 25% do Produto Interno Bruto (PIB) brasileiro.

### Fampe
O Fundo de Aval às Micro e Pequenas Empresas (Fampe) é atuante no Estado e tem como objetivo cuidar dos aspectos não tributários relativos ao tratamento diferenciado e favorecido dispensado às microempresas e empresas de pequeno porte. Os comitês temáticos atuais discutem: Acesso a Mercado; Investimento e Financiamento; Desoneração e Desburocratização; Rede de Disseminação, Informação e Capacitação; Tecnologia e Inovação; e Meio Ambiente e Desenvolvimento Social.

## Rede de atendimento
O Sebrae Alagoas possui três escritórios regionais (Arapiraca, Penedo e Delmiro Gouveia), 51 salas do empreendedor, com objetivo de orientar os empreendedores sobre abertura de empresas, simplificando os procedimentos de registro nos municípios, e um ponto de atendimento na Junta Comercial de Alagoas, dedicada exclusivamente para orientar os empresários do Estado e tirar dúvidas sobre legalização de empreendimentos. O edifício sede está localizado no Centro de Maceió, ao lado da Associação dos Transportadores de Passageiros do Estado de Alagoas (Transpal).